# لوسيان جيلارد
لوسيان جيلارد (بالفرنسية: Lucien Gaillard)‏ هو صائغ فضة فرنسي، ولد في 13 نوفمبر 1861 في باريس في فرنسا، وتوفي بنفس المكان في 23 نوفمبر 1942.